# Secusio mania
Secusio mania es una especie de mariposa del género Secusio, subfamilia Arctiidae. Fue descrita por Druce en 1888. Se encuentra en Malaui, Mozambique y Uganda.